# كريس راندال
كريس راندال (بالإنجليزية: Chris Randall)‏ هو كاتب أغاني أمريكي، ولد في 1968.

## وصلات خارجية
- الموقع الرسمي
- كريس راندال على موقع ميوزك برينز (الإنجليزية)
- كريس راندال على موقع أول ميوزيك (الإنجليزية)
- كريس راندال على موقع ديسكوغز (الإنجليزية)